# Pamela Salem
Pamela Salem (Bombay, 22 de enero de 1944-Surfside, Florida; 21 de febrero de 2024) fue una actriz británica de cine y televisión. 

## Biografía
Nació en Bombay, India, y estudió en la Universidad de Heidelberg en Alemania y posteriormente en la Central School of Speech and Drama en Londres, Inglaterra. Es recordada especialmente por su papel coprotagonista en Into the Labyrinth ("Dentro del laberinto"), serie fantástica juvenil de principios de la década de 1980, como la malvada hechicera Belor y posteriormente por su papel en la serie televisiva de la BBC Eastenders como la siniestra Joanne Francis. También ha aparecido en otras series de ciencia ficción como Doctor Who en su serial The Robots of Death y como la profesora Rachel Jensen en Remembrance of the Daleks (1988). Se presentó al papel de compañera del cuarto Doctor Who pero fue concedido finalmente a Louise Jameson. Pamela Salem también ha tenido un papel recurrente en la serie French Fields entre 1989-1991.
También ha aparecido ocasionalmente en otras series populares británicas como Out of the Unknown, Blake's 7, The Onedin Line, The Professionals, Howards' Way, Ever Decreasing Circles y All Creatures Great and Small, y en época más reciente en series estadounidenses como Magnum P.I., Party of Five, ER, y The West Wing, donde interpretó el papel de una primera ministra británica. 
En el cine ha interpretado el papel de Miss Moneypenny en la película de James Bond Nunca digas nunca jamás, protagonizada por Sean Connery. También apareció en El gran asalto al tren de Michael Crichton así como en papeles secundarios en The Bitch (1979) y en Gods and Monsters (1998).
También ha actuado como actriz de voz en la película manga Hellsing, Ultimate OVA IV (2008), donde realiza el papel de la reina de Inglaterra.
En su vida personal estuvo casada con el actor Michael O'Hagan y vivió en Los Ángeles.